# Zdeněk Miler
Zdeněk Miler (Kladno, 21 februari 1921 - Nová Ves pod Pleší bij Dobříš, 30 november 2011) was een Tsjechische animatiefilmer. Hij is vooral bekend door zijn tekenfilms over Het Molletje.
Miler studeerde aan de academie voor kunst, architectuur en design in Praag. In 1942 ging hij aan het werk in de tekenfilmstudios van het Baťa-concern in Zlín, waar hij de productie van tekenfilms leerde. Na de Tweede Wereldoorlog stapte hij samen met onder anderen Jiří Trnka over naar de studio "Bratři v triku" ("broers in T-shirts"), die zou uitgroeien tot de belangrijkste tekenfilmstudio in Tsjecho-Slowakije. Miler bedacht de naam en het logo van de studio en had er een tijdlang de leiding over. Vanaf 1957 maakte hij er de Molletje-films (Krtek in het Tsjechisch) voor kinderen, die een internationale weerklank vonden. Hij heeft een zeventigtal tekenfilms gemaakt, waarvan een vijftigtal Molletjes. Hij heeft ook een veertigtal kinderboeken geïllustreerd.
- Bibsys: 99030337
- Biblioteca Nacional de España: XX5204900
- Bibliothèque nationale de France: cb162313706 (data)
- Catàleg d'autoritats de noms i títols de Catalunya: 981058511502506706
- CiNii: DA14633490
- Gemeinsame Normdatei: 106430750
- International Standard Name Identifier: 0000 0000 8082 8393
- Library of Congress Control Number: n99048177
- Nationale Bibliotheek van Letland: 000166464
- Bibliotheek van het Japanse parlement: 00450007
- Nationale Bibliotheek van Tsjechië: jk01081695
- Nationale Bibliotheek van Israël: 987007386196205171
- Nationale Bibliotheek van Polen: a0000001048485
- Nationale en Universitaire bibliotheek Zagreb: 000625115
- Nederlandse Thesaurus van Auteursnamen: 071448217
- Réseau des bibliothèques de Suisse occidentale: 02-A003594355
- RKD-Nederlands Instituut voor Kunstgeschiedenis: 242697
- LIBRIS: 318341
- Système universitaire de documentation: 123235723
- Union List of Artist Names: 500202642
- Virtual International Authority File: 2958781
- WorldCat: E39PBJtcK9KKPKtTkmwQGBDpfq